# Joni Mitchell
Roberta Joan "Joni" Mitchell (tên khai sinh Anderson, sinh ngày 7 tháng 11 năm 1943) là ca sĩ, nhạc sĩ, họa sĩ người Canada. Các sản phẩm của Mitchell nhận được nhiều đánh giá cao, và bà là nghệ sĩ có ảnh hưởng lớn tới nhiều thể loại âm nhạc khác nhau. Tạp chí Rolling Stone viết về bà như là "một trong những nhạc sĩ xuất sắc nhất", trong khi AllMusic nhấn mạnh "Khi tranh cãi qua đi, Joni Mitchell có thể vẫn vững vàng là một trong những nghệ sĩ nữ quan trọng và có ảnh hưởng nhất thế kỷ 20". Phần ca từ của bà gây chú ý qua tính thi ca, liên kết những ý tưởng xã hội và môi trường thông qua cảm xúc cá nhân như những khao khát lãng mạn, sự hoang mang, ảo mộng và cả niềm hân hoan.
Michell bắt đầu sự nghiệp bằng việc đi hát tại các tụ điểm nhỏ ở Saskatchewan và vùng phía Tây Canada, rồi hát dạo trên phố trước khi quyết định lập nghiệp tại Toronto. Năm 1965, bà chuyển tới Mỹ và bắt đầu đi tour. Những ca khúc đầu tiên của bà ("Urge for Going", "Chelsea Morning", "Both Sides, Now", "The Circle Game") đều là những bản hát lại từ các nghệ sĩ nhạc folk trước kia, từ đó khiến hãng Reprise Records chú ý và thu âm album đầu tay vào năm 1968. Sau khi định cư tại Miền Nam California, Mitchell với những sáng tác như "Big Yellow Taxi" và "Woodstock" đã góp phần định hình nên thế hệ và cả thời kỳ đặc biệt này. Album Blue (1971) của bà được tạp chí Rolling Stone xếp hạng 31 trong danh sách "500 album vĩ đại nhất". Mitchell sau đó thay đổi hãng đĩa và chuyển sang dòng nhạc jazz và pop với album Court and Spark (1974), trở thành LP bán chạy nhất sự nghiệp bà với các ca khúc đình đám là "Help Me" va "Free Man in Paris".
Chất giọng contralto, cách chơi guitar chỉnh dây mở và phần sáng tác piano đặc trưng của bà được phát triển hài hòa với sự phức tạp trong hòa âm và nhịp điệu mà bà khám phá với jazz, rock and roll, R&B, âm nhạc cổ điển và world music. Tới cuối thập niên 1970, Mitchell cộng tác với nhiều nghệ sĩ tên tuổi trong làng nhạc jazz, bao gồm cả Jaco Pastorius, Wayne Shorter, Herbie Hancock, Pat Metheny và Charles Mingus – những người tham gia vào các sản phẩm sau đó của bà. Sau này bà một lần nữa quay trở về với pop, kết hợp với âm nhạc điện tử kết hợp với nhiều chủ đề phản đối chính trị.
Mitchell là người sản xuất cho hầu hết các album của chính mình, tính cả những sản phẩm sau thập niên 1970. Với khả năng hội họa đặc biệt, bà cũng tự tay thiết kế phần bìa đĩa cho các album cá nhân. Vốn là một người không ủng hộ ngành công nghiệp âm nhạc, bà dừng đi tour và cho phát hành album thứ 17, cũng là album cuối cùng của mình, vào năm 2007. Bà thường miêu tả mình là "họa sĩ đi nhầm đường vì hoàn cảnh".

## Danh sách đĩa nhạc
| - 1968: Song to a Seagull - 1969: Clouds - 1970: Ladies of the Canyon - 1971: Blue - 1972: For the Roses - 1974: Court and Spark - 1975: The Hissing of Summer Lawns - 1976: Hejira - 1977: Don Juan's Reckless Daughter - 1979: Mingus - 1982: Wild Things Run Fast - 1985: Dog Eat Dog - 1988: Chalk Mark in a Rain Storm - 1991: Night Ride Home - 1994: Turbulent Indigo - 1998: Taming the Tiger - 2000: Both Sides Now - 2002: Travelogue - 2007: Shine |  | Album trực tiếp - 1974: Miles of Aisles - 1980: Shadows and Light Album tuyển tập - 1996: Hits - 1996: Misses - 2004: The Beginning of Survival - 2004: Dreamland - 2005: Songs of a Prairie Girl - 2014: Love Has Many Faces: A Quartet, A Ballet, Waiting to Be Danced |